# Dacia Spring
La Dacia Spring est une petite citadine typée crossover électrique du constructeur automobile roumain Dacia produite à partir du premier semestre 2021 en Chine. Elle est la première voiture électrique de la marque et elle est préfigurée par la Dacia Spring Electric Concept dévoilée en mars 2020.
Elle est dérivée de la Renault City K-ZE, une petite citadine typée crossover électrique du constructeur français Renault produite en Chine à partir de 2019, initialement pour le marché local,. Le modèle n'a été vendu que quelques mois sur le marché chinois en raison de l'arrêt de la coentreprise Dongfeng Renault au printemps 2020, qui était chargée de la commercialiser. Il reste toutefois vendu en Chine sous d'autres marques de Dongfeng. Elle est issue de la Renault Kwid.
Elle est aussi commercialisée sur certains marchés (comme en Amérique Latine où la marque Dacia n'est pas présente) sous le nom Renault Kwid E-Tech Electric.

## Présentation

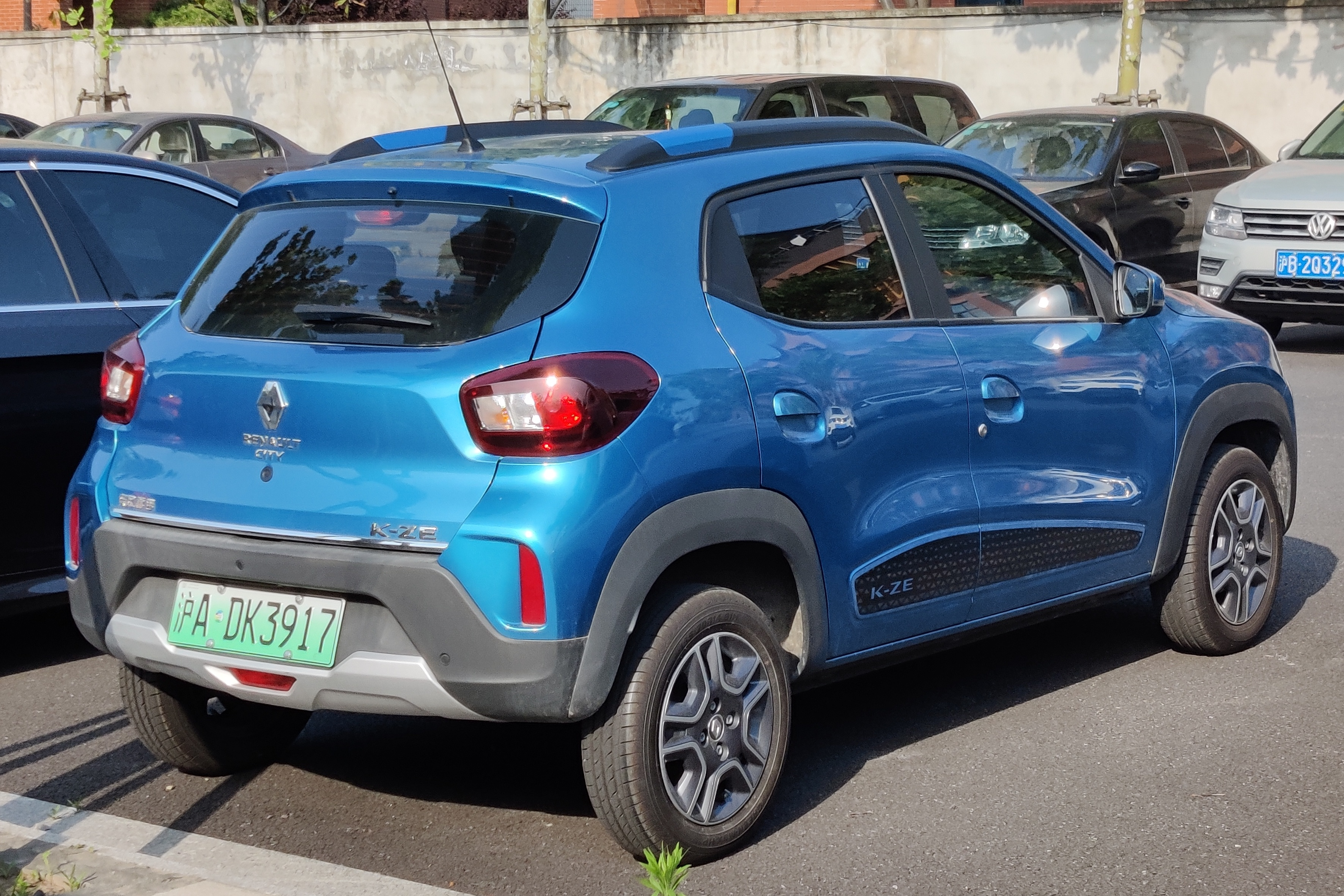
Renault City K-ZE

La Renault City K-ZE est présentée au Salon automobile de Shanghai le 16 avril 2019. La City K-ZE est produite en Chine par la coentreprise eGT New Energy Automotive créée en 2017, appartenant pour moitié au constructeur chinois Dongfeng, et pour un quart chacun par Renault et Nissan. 
Elle est commercialisée à partir de la fin de l'année 2019, uniquement pour le marché chinois, son exportation n'étant pas prévue initialement pour l'Europe. Mais en octobre 2019, Gilles Normand, le directeur du département des véhicules électriques  de Renault, indique que le constructeur prépare une version spécifique de la Renault City K-ZE pour l'Europe. La City K-ZE pourrait intégrer la gamme Renault ou celle de Dacia. Elle est finalement commercialisée en Europe en 2021 en tant que Dacia Spring.
La Dacia Spring devait être présentée au Mondial de l'automobile de Paris mais celui-ci a été annulé en raison de l'expansion de la pandémie de Covid-19. La Spring est présentée le 15 octobre 2020 lors de l'événement « Renault eWays » aux côtés du concept car Renault Megane eVision.
Elle est commercialisée en France à partir du 11 mars 2021, au tarif de 16 990 € pour la version Confort et 18 490 € pour la version Confort Plus. Étant électrique donc éligible aux bonus écologiques, ses prix se voient abaissés à 12 403 € et 13 498 €. Elle est produite en Chine dans une usine du constructeur local Dongfeng, au côté de la Renault City K-ZE qui lui prête sa base. La Spring est la première voiture du Groupe Renault exportée de Chine vers l'Europe.
Du 16 juin, date d'ouverture des commandes pour les particuliers, au 31 juillet 2021, le constructeur organise le Dacia Spring Tour. Il s'agit d'une opération qui permet d'essayer gratuitement la Spring dans sept centres de distribution E.Leclerc.
Le 20 novembre 2021, Dacia annonce que sa citadine électrique a atteint les 40 000 commandes en Europe depuis son lancement.
La Spring a une garantie de trois ans ou 100 000 km, et sa batterie a une garantie de huit ans ou 120 000 km.
À la suite d'une importante augmentation du prix des matières premières, la Dacia Spring voit son prix augmenter de 600 € en France en mai 2022.

Dacia Spring phase 1
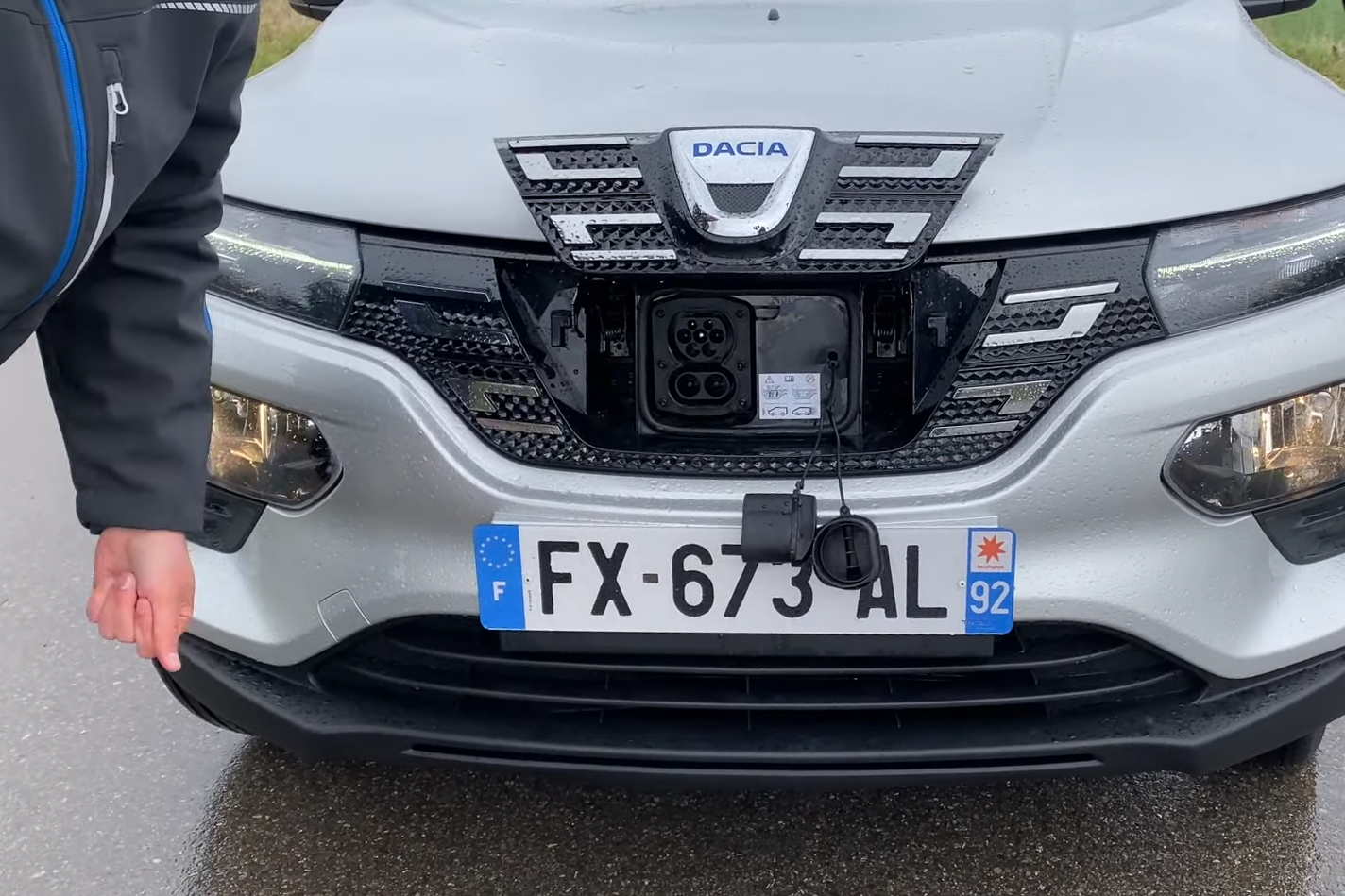
Trappe de recharge.
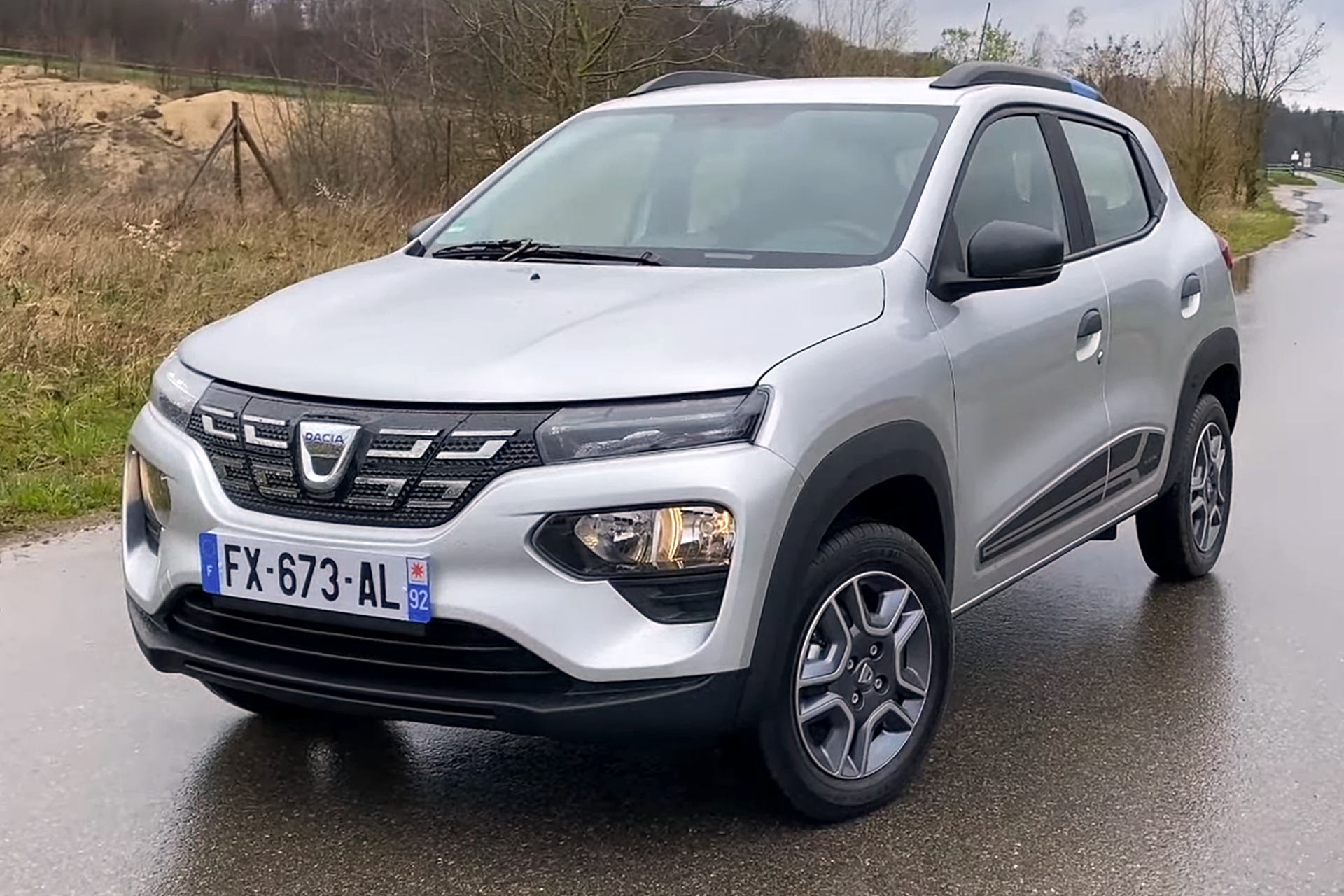
Vue de l'avant.
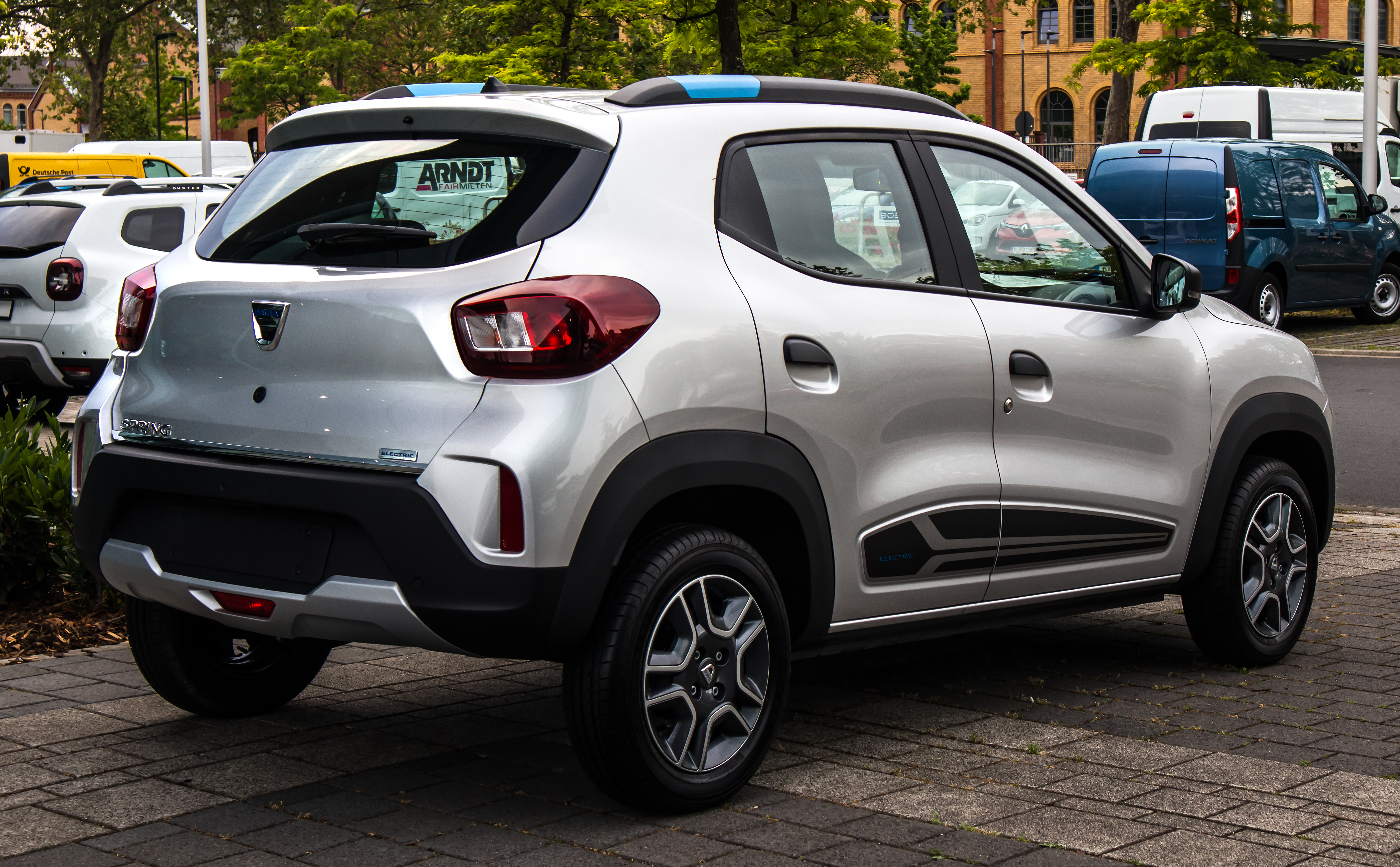
Vue de l'arrière.
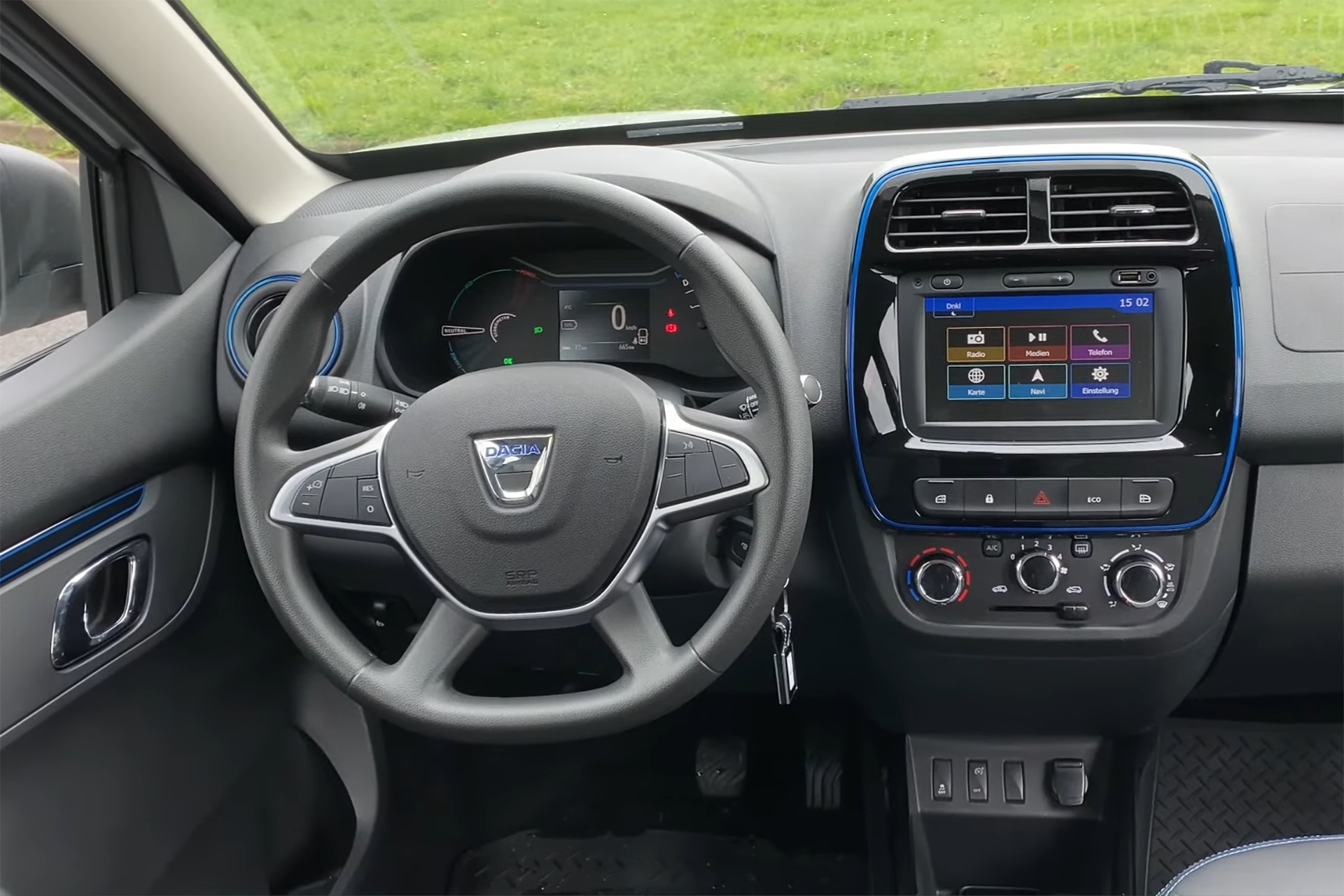
Vue de l'intérieur.
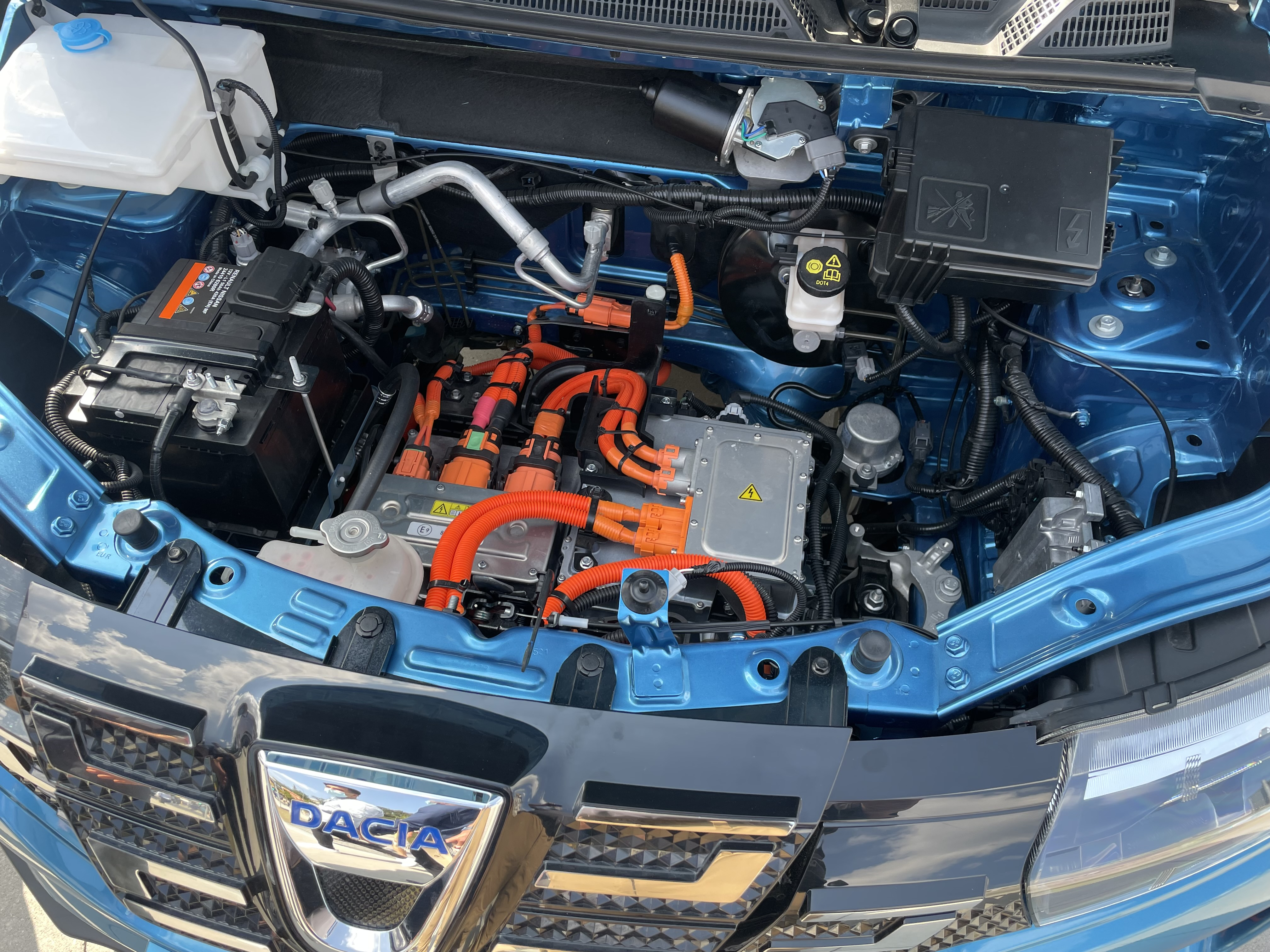

### Phase 2
En juin 2022, un peu plus d'un an après sa sortie commerciale, la Spring reçoit, comme l'ensemble de la gamme Dacia, un léger restylage faisant apparaître le nouveau logo de la marque.
En outre la calandre est complètement nouvelle, le volant est légèrement modifié et tous les monogrammes sont remplacés. Les niveaux de gamme sont revus et une nouvelle teinte « Lichen Kaki » apparaît. Enfin, la trappe de recharge s'ouvre désormais de manière plus classique (ouverture latérale).

Dacia Spring phase 2
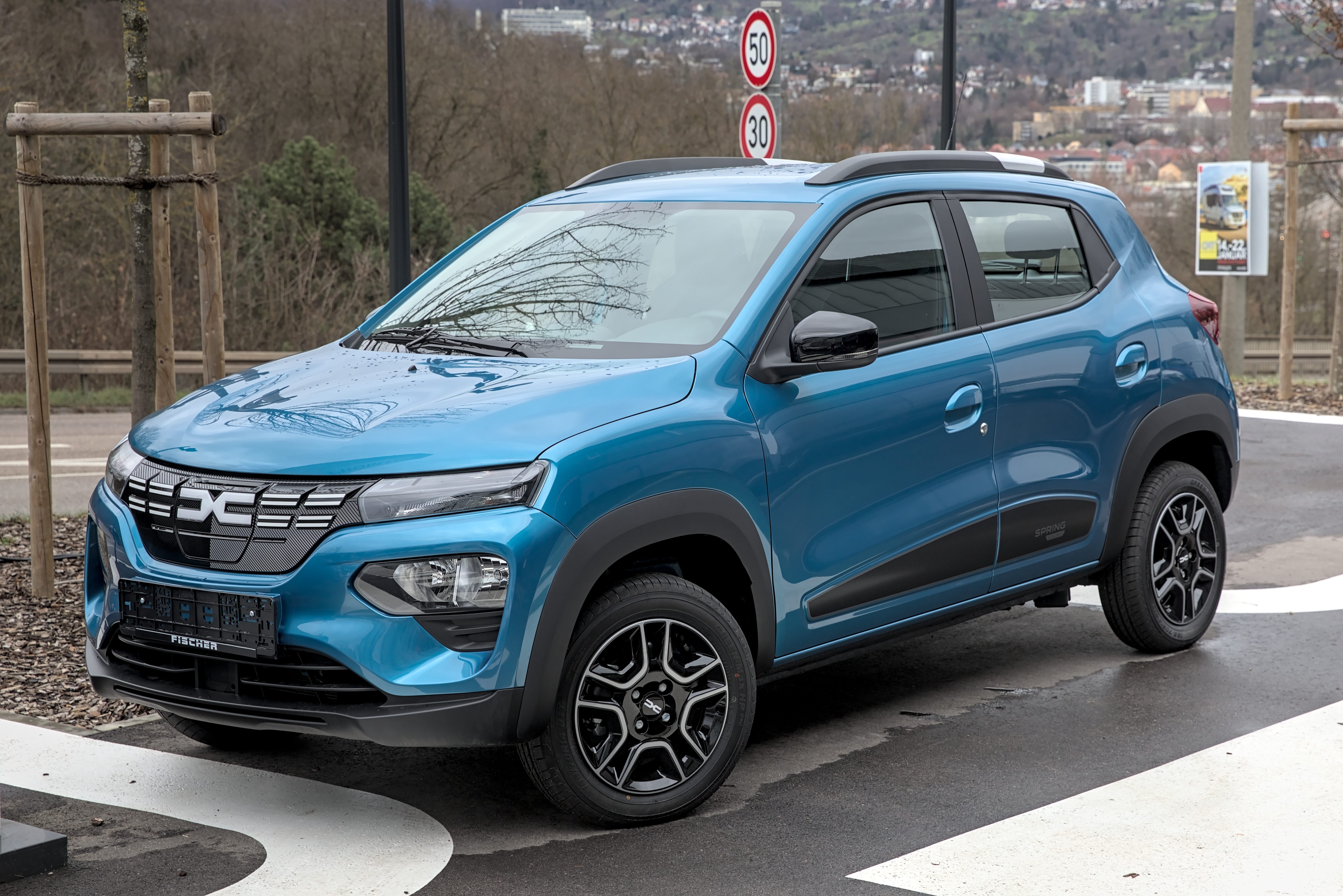
Vue de l'avant
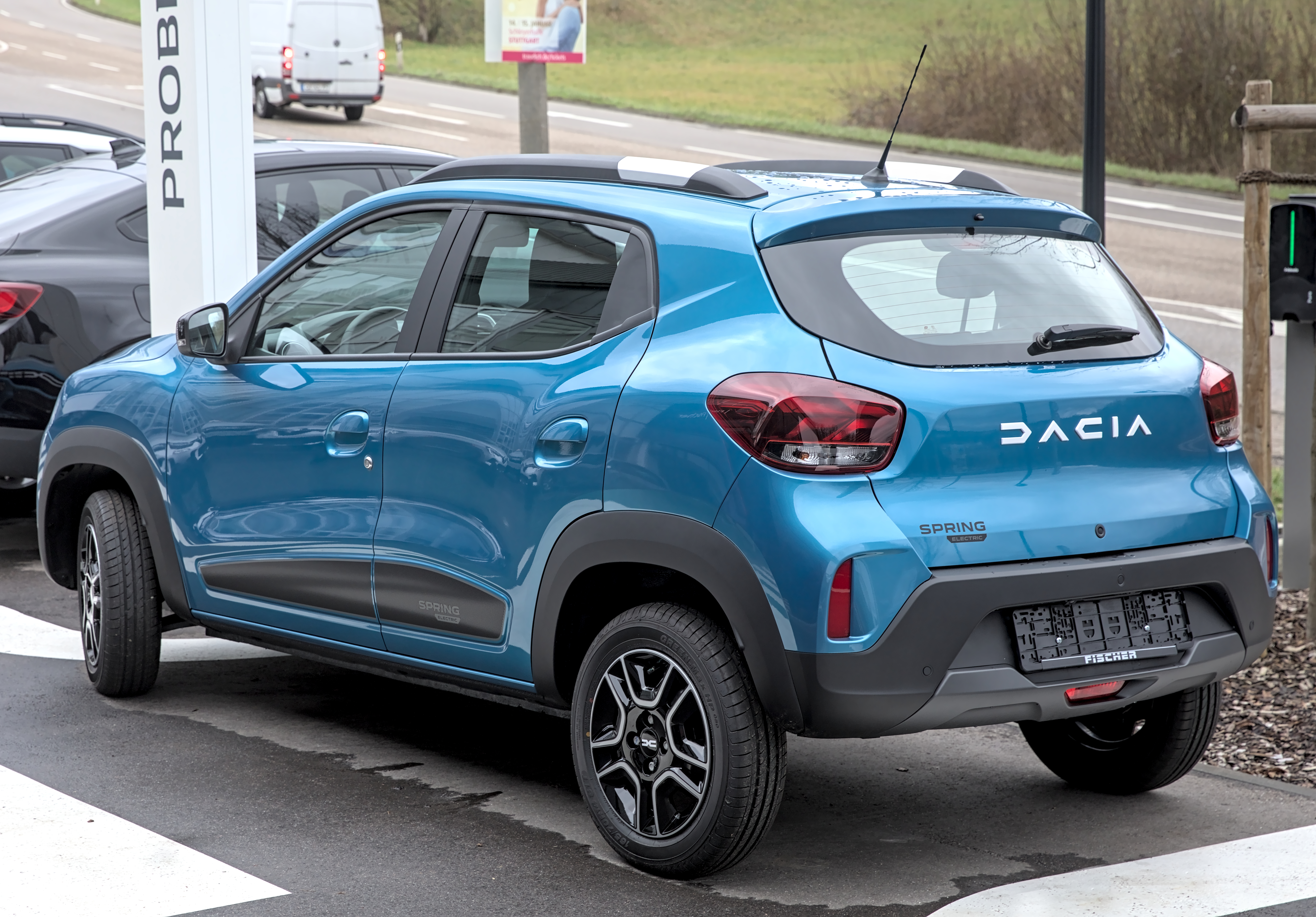
Vue de l'arrière

En novembre 2022, le prix de départ de la Dacia Spring augmente à nouveau et passe à 20 800 € hors bonus écologique (plafonné à 27 %, il atteint ici de 5 616 € à 5 967 €, selon la finition).
Mi-janvier 2023, la Dacia Spring reçoit une nouvelle version Extrême, plus puissante (48 kW contre 33 kW pour la Spring standard) et performante, au prix de 22 300 € bonus écologique non inclus. La Dacia Spring Extrême reçoit aussi des détails esthétiques cuivrés.
Aussi, l'ensemble de la gamme Spring reçoit quelques modifications afin d'améliorer la maniabilité et la tenue du route du véhicule : reconfiguration du volant, nouveaux amortisseurs et augmentation significative de la pression des pneumatiques arrière (+ 0,4 bar). De plus, les coques de rétroviseurs de la Spring deviennent noir mat (au lieu de brillant jusque là) et le miroir de courtoisie côté passager est supprimé.
Sur les mois de janvier et février 2023, la Dacia Spring est la voiture électrique la plus vendue en France (4 783 exemplaires sur les deux mois). Toutes énergies confondues, elle est la 4e voiture la plus vendue aux particuliers.
Selon l'organisme Green NCAP, la Dacia Spring est la voiture électrique la plus écologique du marché en 2022.
| Qualité de l'air | Efficacité énergétique | Gaz à effet de serre | Note moyenne |
| ---------------- | ---------------------- | -------------------- | ------------ |
| 10/10            | 9,8/10                 | 10/10                | 9,9/10       |

### Phase 3
La Spring de 2024, présentée au salon de Genève, change notablement de design, puisque de la Spring phase 2 ne subsistent que le pavillon et les surfaces vitrées.

Dacia Spring phase 3
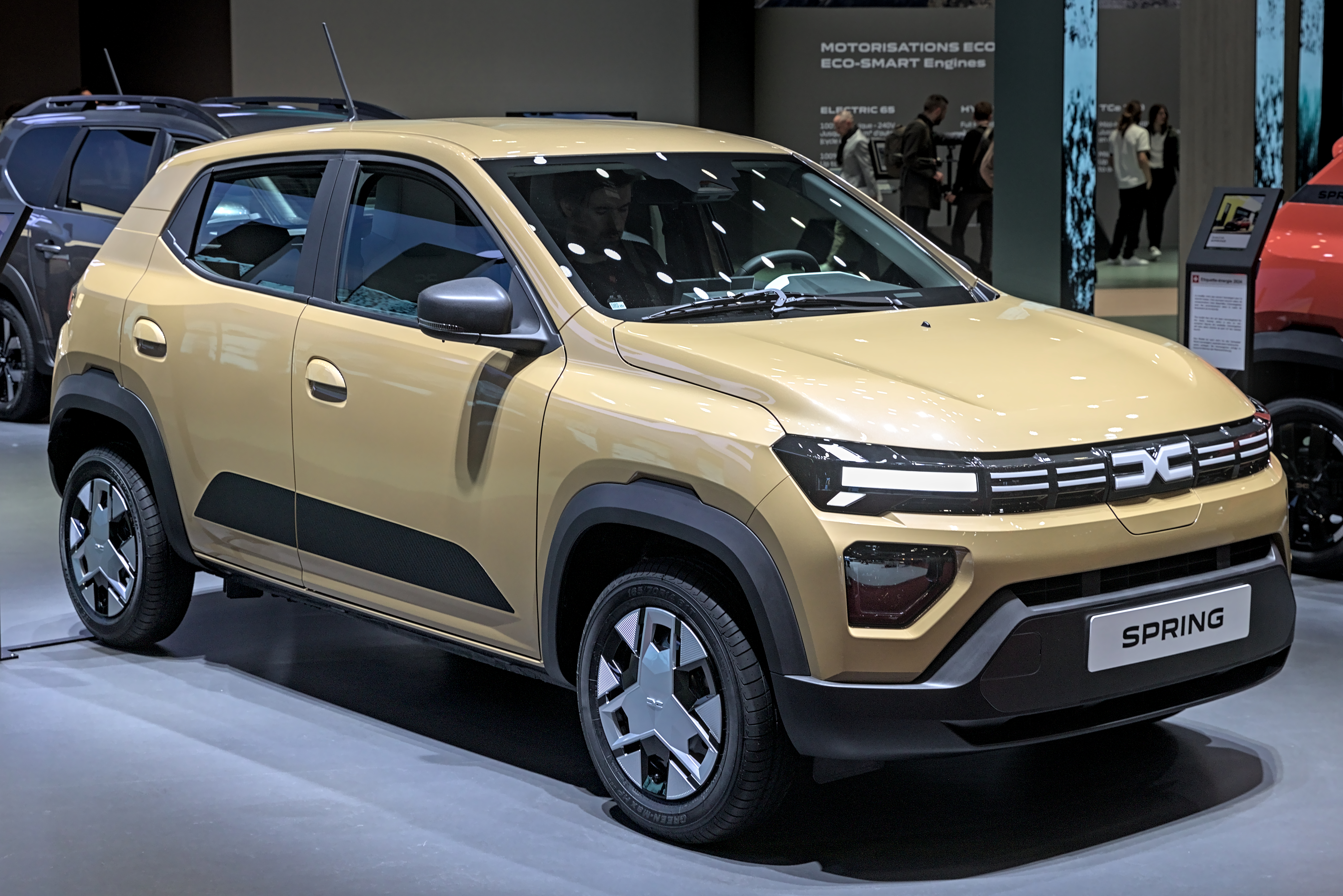
Vue de l'avant
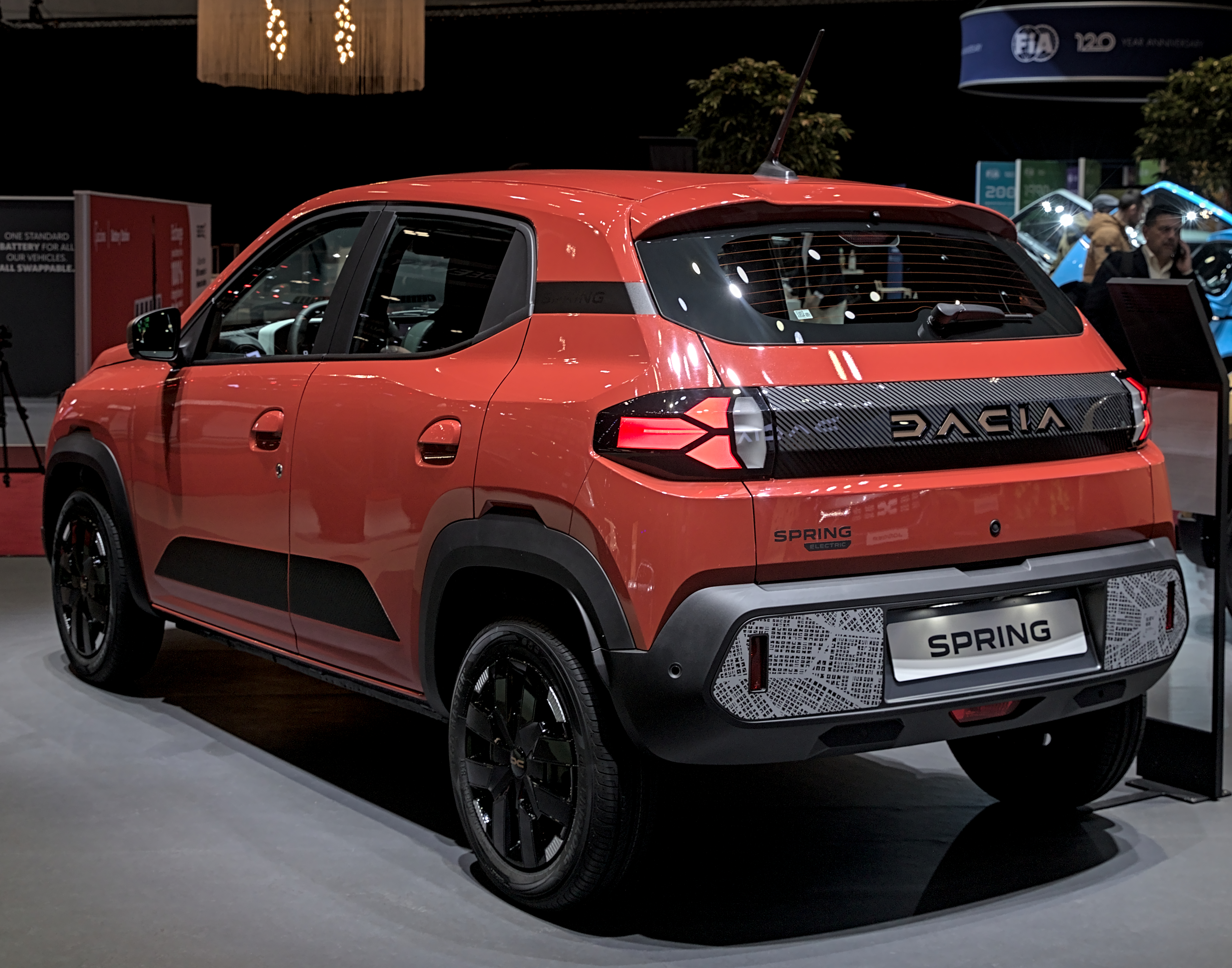
Vue de l'arrière

La Spring 2024 évolue techniquement de manière importante pour s'adapter à la nouvelle réglementation européenne GSR2, en vigueur au début juillet 2024, qui impose un certain nombre d’équipements de sécurité, notamment en termes d'aides à la conduite. Il s'agit de systèmes comme l’enregistreur de données, l’assistant au maintien dans la voie, les radars de recul, le dispositif de freinage d’urgence, la reconnaissance des panneaux ou encore le dispositif de surveillance de l’attention du conducteur. Le volume de chargement progresse à 308 litres (+6%) qui monte à 1 004 litres banquette rabattue.
En France, la Spring s'équipe désormais du moteur le plus puissant de 65ch dès l'entrée de gamme. Très efficiente, sa consommation sur cycle mixte WLTP est de seulement 14,6 kWh/100 km grâce à son poids réduit de 984 kg (en hausse de 6 kg). La batterie a une capacité utile de 26,8 kWh, l’autonomie WLTP étant d'environ 220 km. La Spring dispose désormais d’un mode régénératif qui accentue le freinage pour recharger la batterie. Son efficience énergétique et son empreinte carbone ont notamment été saluées en 2022 par la note maximale de 5 étoiles attribuée par l’organisme européen indépendant Green NCAP.
Une nouvelle finition Expression en milieu de gamme est proposée. La recharge bi-directionnelle V2L permettant d'utiliser la batterie pour alimenter des appareils électriques en 220V (puissance maximale de 16 Ampères soit plus de 3 500 Watts) fait son apparition.

## Caractéristiques techniques
La Dacia Spring est basée sur la Renault City K-ZE produite en Chine depuis 2019, qui elle-même repose sur la base de la Renault Kwid produite en Inde et au Brésil. La Spring reprend la plate-forme technique CMF-A avec un empattement de 2,42 m et se différencie de la City K-ZE par son système d'alimentation électrique (adapté aux normes européennes), des éléments de style mineurs pour rattacher le modèle à l'identité Dacia, le système d'infodivertissement Dacia Media Nav, le renforcement de la caisse du véhicule (barres de renfort dans les portières par exemple) ainsi que l'ajout de nombreux équipements de sécurité (ABS, ESC, e-call, airbags rideaux, etc).

### Motorisations

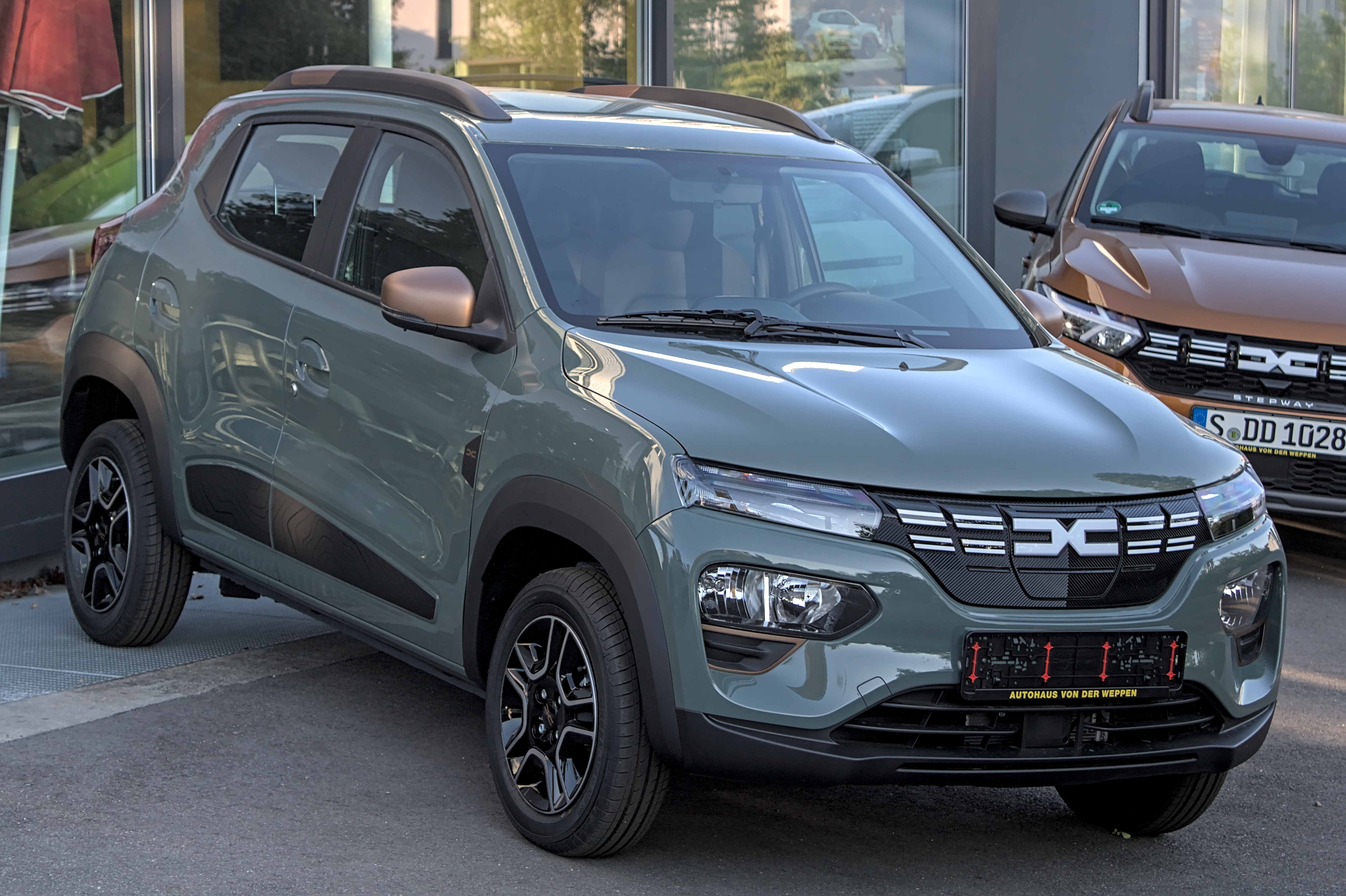
Dacia Spring Extreme.

| Logo de Dacia                               | Dacia Spring                   | Dacia Spring Extreme           |
| ------------------------------------------- | ------------------------------ | ------------------------------ |
| Type de moteur                              | Synchrone à aimants permanents | Synchrone à aimants permanents |
| Puissance moteur (kW)                       | 33 mode Eco : 23               | 48                             |
| Puissance maximale (ch)                     | 44 mode Eco : 31               | 65                             |
| au régime de (tr/min)                       | 2 521 à 8 200                  | 4 057 à 6 000                  |
| Couple maximal (N m)                        | 125                            | 113                            |
| au régime de (tr/min)                       | 000 à 2 521                    | 500 à 4 057                    |
| Transmission                                | Traction                       | Traction                       |
| Vitesse maximale (km/h)                     | 125 mode Eco : 100             | 125 mode Eco : 100             |
| 0-100 km/h (s)                              | 19,1                           | 13,7                           |
| 0-50 km/h (s)                               | 5,8                            | 3,9                            |
| Masse à vide (kg)                           | 970                            | 975                            |
| Batterie                                    |                                |                                |
| Capacité brute (kWh)                        | 27,4                           | 27,4                           |
| Capacité utile (kWh)                        | 26,8                           | 26,8                           |
| Autonomie (WLTP) (km)                       | 230                            | 220                            |
| Consommation en cycle mixte (kWh/100 km)    | 13,9                           | 14,52                          |
| Consommation en ville (kWh/100 km)          | 10                             | 10.37                          |
| Masse de la batterie (kg)                   | 186                            |                                |
| Temps de recharge                           |                                |                                |
| sur une prise domestique 2,3 kW (0 à 100 %) | 13 h 32                        | 13 h 32                        |
| sur une prise Wallbox 3,7 kW (0 à 100 %)    | 8 h 28                         | 8 h 28                         |
| sur une Wallbox 7,3 kW (0 à 100 %)          | 4 h 51                         | 4 h 51                         |
| sur une borne 30 kW (DC) (0 à 80 %)         | 56 min                         | 56 min                         |

### Batterie
La Spring est équipée d'une batterie lithium-ion, fonctionnant sous 260 V, d'une capacité nette de 26,8 kWh pour une capacité brute de 27,4 kWh, lui octroyant une autonomie maximale de 230 km (WLTP cycle mixte). Le constructeur roumain annonce une autonomie de 271 km.Cette autonomie peut même être portée à 305 km en cycle urbain WLTP. La batterie est proposée en achat intégral uniquement, elle peut être rechargée à la puissance maximale de 6,6 kW en courant alternatif ou en moins d'une heure (0-80 %) sur une borne de recharge rapide avec à son chargeur courant continu (DC) 30 kW (en option).

## Finitions
En mai 2022, deux niveaux de finitions sont disponibles :
- Confort[39] à partir de 19 290 € avant bonus écologique (elle est la voiture électrique la moins chère du marché français en 2022)[40].
- Confort Plus à partir de 20 790 € avant bonus écologique
- Business[41]

À partir de juin 2022 et l'adoption de la nouvelle identité de marque de Dacia, les finitions deviennent :
- Essential :
  - feux de jour LED, rails de toit, enjoliveurs, Bluetooth, USB, vitres électriques, climatisation manuelle, limiteur de vitesse, connectivité MyDacia.
- Expression (jusque janvier 2023) :
- Extreme (à partir de janvier 2023)[24] :
  - éléments décoratifs bruns à l'extérieur et à l'intérieur, tapis de sol caoutchouc, sièges à surpiqûres, emblème Dacia sur les sièges avant, enjoliveurs noir diamanté, caméra de recul, écran tactile sept pouces, navigation GPS, radar de recul, réglage électrique des rétroviseurs. Cette nouvelle version est marquée par l'apparition de plusieurs éléments en option par rapport à l'Expression, comme la roue de secours et la peinture extérieure (hors blanc opaque).

### Équipements
Le véhicule est équipé de feux de jour LEDs, climatisation manuelle, vitres électriques et limiteur de vitesse. La finition Confort Plus intègre une caméra de recul.

### Dacia Spring Cargo
Une version utilitaire à deux places, sans banquette arrière, de la Spring est proposée aux professionnels du transport, la Dacia Spring Cargo. Elle bénéficie d'un coffre de 800 litres et d'une capacité de charge de 325 kg.
Elle est uniquement disponible avec une peinture blanche, des poignées extérieures et des rétroviseurs grainés noirs et des roues de 14 pouces en tôle. À l'intérieur, elle reçoit une climatisation manuelle, une radio avec connexion Bluetooth, une prise USB, un porte-téléphone et une sellerie en tissu.

## Ventes
Sur le marché français, en 2022, 18 326 exemplaires de la Spring ont été immatriculés. La Dacia devient ainsi la 2e voiture électrique la plus vendue dans l'Hexagone.
En mars 2024 il s'est vendu 140 000 unités depuis le début de la production.

## Concept car
La Dacia Spring est préfigurée par le show car Dacia Spring Electric concept, qui est dévoilé le 3 mars 2020 sur le Web. Celui-ci devait être présenté au salon international de l'automobile de Genève 2020 mais celui-ci a été annulé à cause de l'épidémie de coronavirus COVID-19.
La Spring concept revêt une teinte de carrosserie gris moyen rehaussée de touches orange fluo sur les jantes, les poignées de portes, les rétroviseurs et sur la calandre.

## Récompenses
La Dacia Spring a reçu le trophée Autobest 2022, délivré par un jury de 30 pays européens et la Turquie.

## Galerie

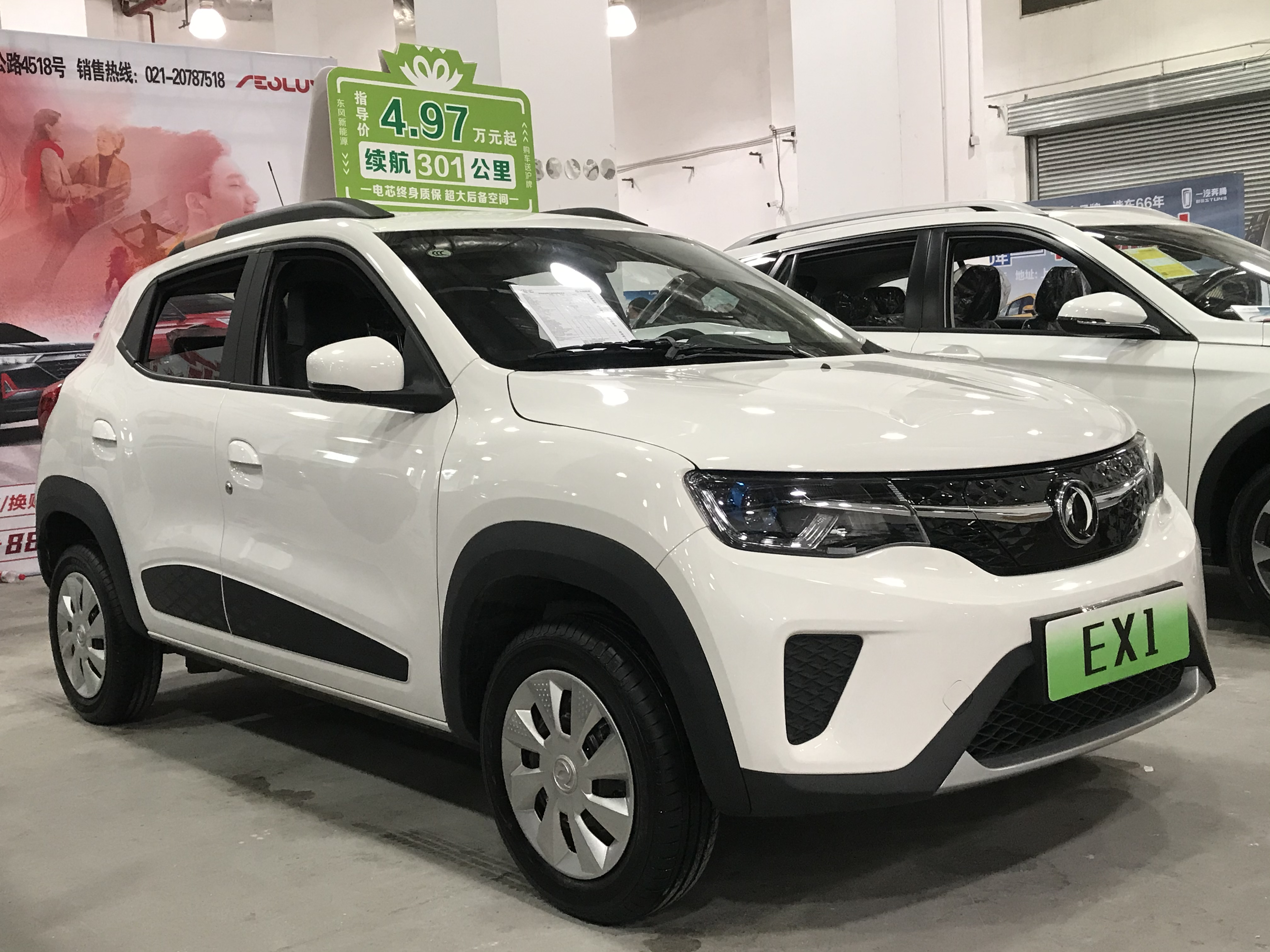
Dongfeng Aeolus EX1.
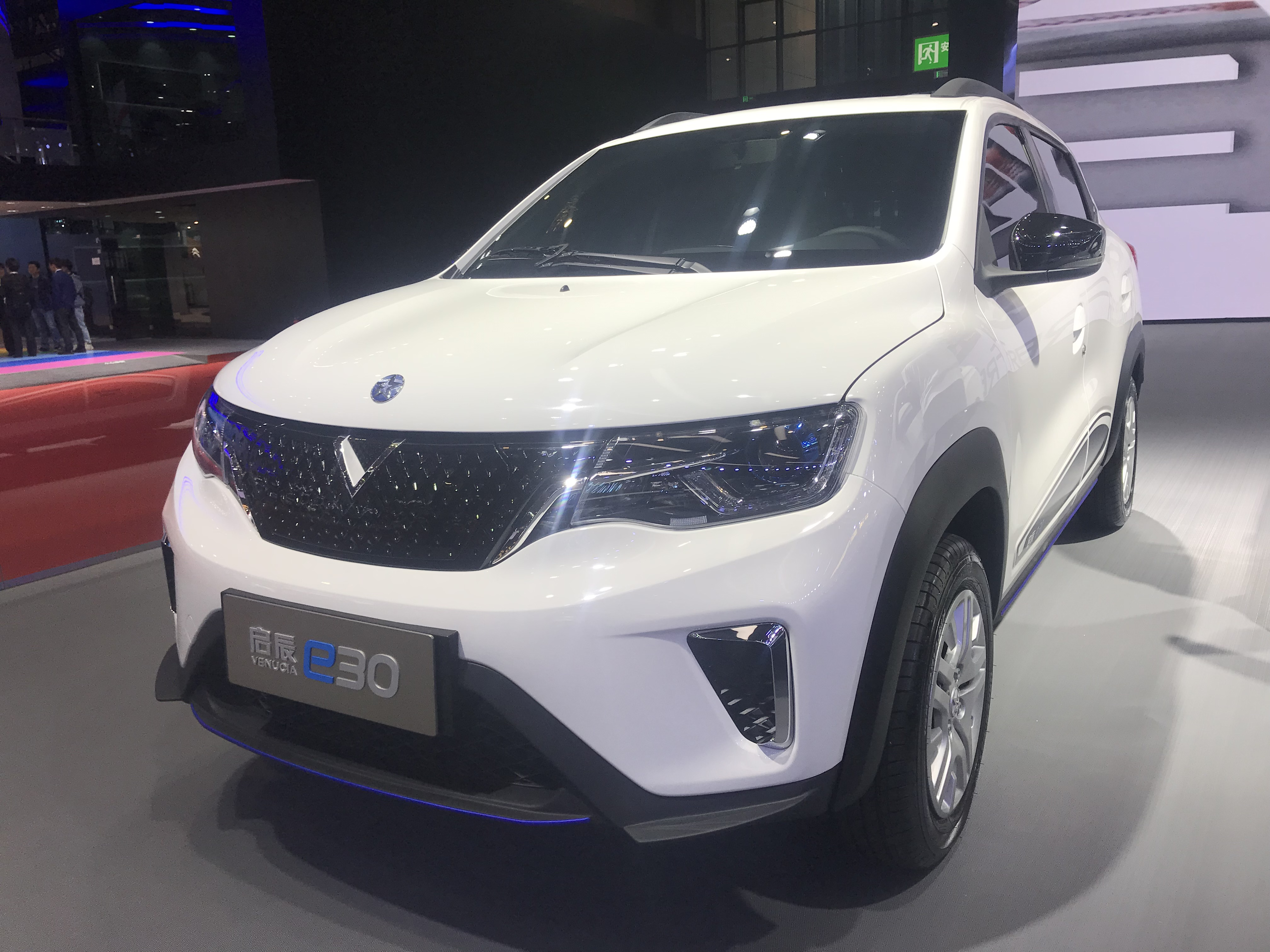
Venucia E30.